# María Sákkari
María Sákkari (grec moderne : Μαρία Σάκκαρη), née le 25 juillet 1995 à Athènes, est une joueuse de tennis grecque, professionnelle depuis 2013.
Malgré des résultats qui l'ont menée jusqu'au 3e rang mondial en 2022, elle n'a remporté que deux titres sur le circuit WTA.
Elle est la fille de l'ancienne joueuse de tennis Angelikí Kanellopoúlou, 43e mondiale en 1987.

## Carrière
Habituée à jouer sur le circuit ITF depuis ses débuts professionnels en 2011, elle parvient fin 2015 à se qualifier pour l'US Open lors de sa première participation à un tournoi du Grand Chelem. En novembre, elle parvient en demi-finale du tournoi de Carlsbad.
En 2016, elle parvient tout d'abord à se qualifier pour l'Open d'Australie et à franchir le premier tour contre Wang Yafan (6-4, 1-6, 6-3), puis à se faire une place sur le circuit WTA en atteignant notamment les quarts de finale à Istanbul en écartant Anna Karolína Schmiedlová au premier tour (6-2, 6-3). Elle dispute sur terre battue deux finales à Saint-Gaudens et Szeged. Pour son premier tournoi de Wimbledon, elle se qualifie également et bat une autre chinoise, Zheng Saisai, au premier tour (6-3, 6-2) avant de s'incliner en trois sets contre Venus Williams (7-5, 4-6, 6-3). Elle entre dans le top 100 peu après.

### 2017: demi-finale à Wuhan
Elle commence sa saison 2017 par un troisième tour à Melbourne où elle écarte Anett Kontaveit (6-0, 6-4) et Alizé Cornet (7-5, 4-6, 6-1). Elle signe la même performance sur gazon à Wimbledon puisqu'elle élimine Kateřina Siniaková (6-3, 6-4) puis Kristýna Plíšková (6-76, 6-4, 6-4) avant d'échouer contre Johanna Konta (4-6, 1-6) et sur dur à New York où elle perd une nouvelle fois contre Venus Williams (3-6, 4-6).
À la fin septembre, alors 80e mondiale, elle parvient à se qualifier pour le tournoi Premier 5 de Wuhan. Elle élimine au premier tour la Kazakhe Yulia Putintseva (1-6, 6-4, 6-2), puis au deuxième tour elle bat sa première top 10, Caroline Wozniacki (6e mondiale, 7-5, 6-3). En huitième de finale, elle réalise une autre belle performance en battant Elena Vesnina (21e mondiale) (7-65, 7-5). En quart de finale, elle continue sa route alors qu'il n'aura fallu que deux sets à María Sákkari pour venir à bout de la Française Alizé Cornet (7-62, 7-5). Elle s'incline aux portes de la finale contre Caroline Garcia (3-6, 2-6). Ce beau parcours lui permet d'entrer dans le top 50 du classement WTA.

### 2018:1refinale WTA
Le début d'année est très compliqué avec cinq défaites au premier tour à Shenzen, Sydney, l'Open d'Australie, Saint-Pétersbourg et Doha. Elle remporte sa première victoire en qualifications à Dubaï et accède au troisième tour des qualifications (défaite contre Samantha Stosur).
Elle lance ainsi véritablement sa saison avec des huitièmes de finale à Acapulco et au tournoi d'Indian Wells avec des victoires sur Donna Vekić, Ashleigh Barty et Coco Vandeweghe, luttant mais s'inclinant (1-6, 7-5, 1-6) face à la Japonaise Naomi Osaka qui remportera le titre. Mi-mars, elle parvient au troisième tour de Miami puis en demi-finale à Istanbul (défaite contre la Slovaque Polona Hercog) pour commencer la tournée sur terre battue. Après une défaite d'entrée à Madrid contre Kiki Bertens, elle prend sa revanche sur la Néerlandaise une semaine plus tard à Rome et enchaîne avec la plus belle victoire de sa carrière contre la Tchèque Karolína Plíšková, cinquième joueuse mondiale (3-6, 6-3, 7-5). Elle est battue au tour suivant par l'Allemande Angelique Kerber (1-6, 1-6). Elle confirme ses bons résultats en atteignant pour la première fois de sa carrière le troisième tour de Roland Garros à la faveur de victoires sur Mandy Minella et Carla Suárez Navarro, ancienne quart de finaliste. Elle est défaite par la Russe Daria Kasatkina (1-6, 6-1, 3-6).
Après une tournée sur gazon constitué de trois défaites en trois matchs, le 5 août, María Sákkari atteint la finale du Tournoi de San José, sa première sur le circuit principal, mais elle est nettement dominée par la Roumaine Mihaela Buzărnescu (1-6, 0-6). Elle bat pour y accéder trois Américaines, Christina McHale, Danielle Collins et Venus Williams ainsi que la Hongroise Tímea Babos.
Exceptant une demi-finale à Seoul, battue de nouveau par Kiki Bertens, elle finira l'année en nette méforme, s'inclinant au second tour à Cincinnati et l'US Open et des défaites d'entrée à Montréal, New Haven, Wuhan, Beijing, Tianjin et Luxembourg.

### 2019:1ertitre en carrière
Elle commence sa saison par une défaite contre la Polonaise Magda Linette à Hobart. Elle parvient pour la deuxième fois de sa carrière  au troisième tour de l'Open d'Australie en éliminant notamment au premier tour la Lettone Jeļena Ostapenko (6-1, 3-6, 6-2), puis la qualifiée locale Astra Sharma (6-1, 6-4). Elle est battue par une autre Australienne, Ashleigh Barty (5-7, 1-6). Elle enchaîne ensuite quatre défaites en cinq matchs à Saint-Pétersbourg, Acapulco, Indian Wells (contre Christina McHale, 140ème mondiale) et Miami.
Elle lance véritablement sa saison durant la tournée sur terre battue à Charleston en battant la Néerlandaise Kiki Bertens, 6ème joueuse mondiale (7-6, 6-3) pour arriver en quarts de finale, battue par Caroline Wozniacki (2-6, 2-6), ancienne numéro une mondiale.
Après une défaite au premier tour d'Istanbul, elle rebondit et remporte le 4 Mai son premier titre WTA lors du Rabat Grand Prix, dominant en finale la Britannique Johanna Konta (2-6, 6-4, 6-1). Elle est battue début mai au premier tour de Madrid par Carla Suárez Navarro, qui joue chez elle.
À Rome, elle passe Pavlyuchenkova et Anett Kontaveit en deux manches, avant de profiter de l'abandon de Petra Kvitová. La Grecque parvient en demi-finale après une lutte face à la Française qualifiée, Kristina Mladenovic (5-7, 6-3, 6-0). Elle s'incline contre la 7e mondiale, Karolína Plíšková (4-6, 4-6) en une heure et demie qui gagnera le tournoi.
Elle atteint le deuxième tour de Roland Garros pour boucler la saison sur ocre, contre Kateřina Siniaková.
La suite de sa saison est correcte, avec un quart de finale à Nottingham, une défaite au premier tour de Birmingham contre la numéro un mondiale Naomi Osaka, au second tour à Eastbourne et au troisième tour de Wimbledon contre Elina Svitolina (3-6, 7-6, 2-6).
Finaliste à San Jose l'année précédente, elle signe un bon parcours dans le même tournoi début août en prenant sa revanche sur l'Ukrainienne (1-6, 7-6, 6-3) et atteint les demi-finale (défaite contre Zheng Saisai). Après une défaite au premier tour de Toronto contre Alison Riske, elle élimine à Cincinnati l'Italienne Camila Giorgi (6-3, 6-0) puis la Tchèque Petra Kvitová (6-4, 2-6, 6-3) et Aryna Sabalenka (6-7, 6-4, 6-4), deux Top 10 pour atteindre les quarts de finale d'un Premier sur dur pour la première fois. Elle est éliminée par la numéro deux, l'Australienne Ashleigh Barty (7-5, 2-6, 0-6). Battue à l'US Open au troisième tour par la même adversaire (5-7, 3-6), elle est battue en fin de saison au premier tour de Moscou puis dans le groupe dans le WTA Elite Trophy par deux fois contre Elise Mertens et Aryna Sabalenka.

### 2020 - 2021: entrée dans le top 10, finale à Ostrava et deux demies en Grand Chelem
L'année 2020 qui est fortement perturbée avec la pandémie de COVID-19, le calendrier s'en voit modifié. María Sákkari se qualifie néanmoins pour sa première seconde semaine de Grand Chelem à Melbourne. Elle perd en 1/8 de finale après 2 h 12 de jeu (7-64, 3-6, 2-6) face à Petra Kvitová.
Elle enchaîne avec une demie à Saint-Pétersbourg. Battant sur le fil la qualifiée Vitalia Diatchenko, puis Alizé Cornet et Belinda Bencic. Elle s'incline (6-3, 5-7, 1-6) contre Elena Rybakina.
En août au tournoi de Cincinnati qui se déroule à New York, elle bat Serena Williams (5-7, 7-65, 6-1) pour atteindre les quarts de finales. Pour l'US Open, elle perdra cette fois-ci face à Serena Williams (3-6, 7-65, 3-6) en 2 h 28 de jeu.
Elle commence l'année 2021 par deux demi-finales à Abu Dhabi, en écartant notamment Garbiñe Muguruza et Sofia Kenin, 4ème joueuse mondiale, et s'inclinant contre la Biélorusse Aryna Sabalenka en deux sets ainsi qu'à Melbourne, juste avant l'Open d'Australie s'inclinant contre Anett Kontaveit au terme d'un match à rallonge (6-2, 3-6, 9-11). Tête de série N°20 à l'Open d'Australie, elle est surprise d'entrée par la Française Kristina Mladenovic en trois sets (2-6, 6-0, 3-6).
Début mars, elle atteint les quarts de finale à Doha, en battant Madison Keys (6-2, 6-2) et en s'inclinant contre Garbiñe Muguruza, qui prend ainsi sa revanche d'Abu Dhabi. Elle perd la semaine suivante en entrée à Dubaï contre la Tchèque Barbora Krejčíková (2-6, 6-7), sept ans après leur première confrontation.
Elle bat sèchement ensuite la Néerlandaise Arantxa Rus et Liudmila Samsonova à Miami pour accéder aux huitièmes de finale. Là, elle vainc la locale Jessica Pegula au terme d'un match serré (6-4, 2-6, 7-6) au cours duquel elle sauve six balles de match, puis la Japonaise Naomi Osaka, numéro deux mondiale, en deux sets (6-0, 6-4). Elle atteint pour la troisième fois de sa carrière les demi-finale d'un tournoi Premier ou WTA 1000. Elle ne parvient pas à rejoindre la finale, battue au terme d'un match disputé contre la Canadienne Bianca Andreescu (6-7, 6-3, 6-7).
Elle est éliminée en huitièmes de finale à Stuttgart par Petra Kvitová et à Madrid par Karolína Muchová et au deuxième tour à Rome par la jeune américaine Coco Gauff. Elle se présente donc sans beaucoup de repère sur l'ocre de Roland Garros. Se défaisant de Katarina Zavatska, qualifiée Ukrainienne (6-4, 6-1) puis de Jasmine Paolini (6-2, 6-3), elle dispose de la Belge Elise Mertens, 15ème mondiale au troisième tour (7-5, 6-7, 6-2) pour atteindre son meilleur résultat au Grand Chelem parisien. Elle bat successivement en huitièmes et quarts de finale l'Américaine Sofia Kenin, finaliste de l'édition précédente en deux petits sets (6-1, 6-3) et Iga Świątek, vainqueur de Roland Garros 2021 (6-4, 6-4). Elle atteint pour la première fois de sa carrière les demi-finale d'un tournoi du Grand Chelem. Elle dispute sa demi-finale contre la Tchèque Barbora Krejčíková, et s'incline au terme d'une bataille longue et indécise (au cours de laquelle la Grecque a eu une balle de match) de 3h18 en trois sets (5-7, 6-4, 7-9),.
Elle ne joue pas de tournois sur gazon avant Wimbledon et est contrainte de s'incliner au deuxième tour du Grand Chelem Britannique contre Shelby Rogers en deux sets (4-6, 5-7). Elle est battue les mois suivants en huitièmes de finale à Montreal par Victoria Azarenka (4-6, 6-3, 6-7) puis au premier tour de Cincinnati par Angelique Kerber pour la troisième fois en quatre confrontations.
Comme à Roland Garros, elle arrive à l'US Open sans avoir accompli de grandes performances les tournois précédents. Elle atteint le troisième tour en battant Marta Kostyuk (6-4, 6-3) puis Kateřina Siniaková (6-4, 6-2). Elle prend sa revanche sur la Tchèque Petra Kvitová au troisième tour (6-4, 6-3) puis élimine Bianca Andreescu en huitièmes de finale (6-7, 7-6, 6-3), vainqueur du tournoi il y a deux ans, pour atteindre son premier quart de finale à New York. Le match dure 3h30, ce qui en fait le pus long match féminin disputé à l'US Open. Elle dispose d'une troisième joueuse Tchèque sur sa route en la personne de Karolína Plíšková, 4ème mondiale (6-4, 6-4) pour rallier la deuxième demi-finale en Grand Chelem de sa saison. Elle tombe contre la qualifiée surprise Emma Raducanu, 150ème en deux sets (1-6, 4-6).
Elle atteint par la suite de ce tournoi la finale d'Ostrava en écartant Jeļena Ostapenko, Tereza Martincová et Iga Świątek. Elle s'incline néanmoins en finale contre l'Estonienne Anett Kontaveit. Elle entre malgré cette défaite pour la première fois de sa carrière dans le Top 10, et devient à cette occasion la première joueuse grecque à réussir cette performance.
Début octobre, elle perd en entrée d'Indian Wells contre la Suisse Viktorija Golubic et abandonne en demi-finale de Moscou contre la Russe Ekaterina Alexandrova à cause d'un problème de tension mais en ayant remporté son quart de finale contre la Roumaine Simona Halep, ancienne numéro une mondiale.
C'est en tant que sixième joueuse mondiale qu'elle dispute pour la première fois le Master de fin d'année à Guadalajara. Elle perd en poules contre l'Espagnole Paula Badosa (6-7, 4-6), mais remporte ses deux autres rencontres contre Iga Świątek (6-2, 6-4) pour la troisième fois en trois confrontations, et contre Aryna Sabalenka (7-6, 6-7, 6-3). Elle accède aux demi-finale mais est contrainte de s'incliner contre Anett Kontaveit (1-6, 6-3, 3-6). Elle termine l'année sixième mondial, son meilleur classement.

### 2022:3emondiale, 4 finales perdues et performances décevantes en Grand Chelem
Elle commence l'année par un deuxième tour au tournoi d'Adélaïde, stoppé par Shelby Rogers. Elle dispute ensuite l'Open d'Australie, où elle atteint les huitièmes de finale, comme en 2020, son meilleur résultat, avec des victoires sur Tatjana Maria, Zheng Qinwen et Veronika Kudermetova. Elle s'incline en quart de finale contre Jessica Pegula, pour la première fois contre elle.
Au mois de février, elle enchaîne une finale à Saint Pétersburg (défaite contre Anett Kontaveit, 7-5, 6-7, 5-7) et une demi-finale au tournoi de Doha, en éliminant trois américaines, Ann Li, Jessica Pegula, puis Coco Gauff. Elle est seulement stoppée par Iga Świątek.
Durant le mois de mars, elle atteint la finale du WTA 1000 d'Indian Wells. Elle bat Kateřina Siniaková, Petra Kvitová, ancienne numéro une mondiale, Daria Gavrilova, qualifiée, Elena Rybakina en quarts de finale, puis Paula Badosa, numéro sept mondiale en trois sets. Elle s'incline de nouveau contre Iga Świątek en finale (4-6, 1-6). Elle atteint après ce tournoi son meilleur classement, numéro trois mondiale.
Les mois suivants sont moins prestigieux : six victoires en douze matchs dont un quart de finale à Rome contre Ons Jabeur, qui renverse le match (6-1, 5-7, 1-6). Elle atteint également le deuxième tour à Roland Garros, éliminée par la Tchèque Karolína Muchová (6-7, 6-7), récente demi-finaliste de l'Open d'Australie.

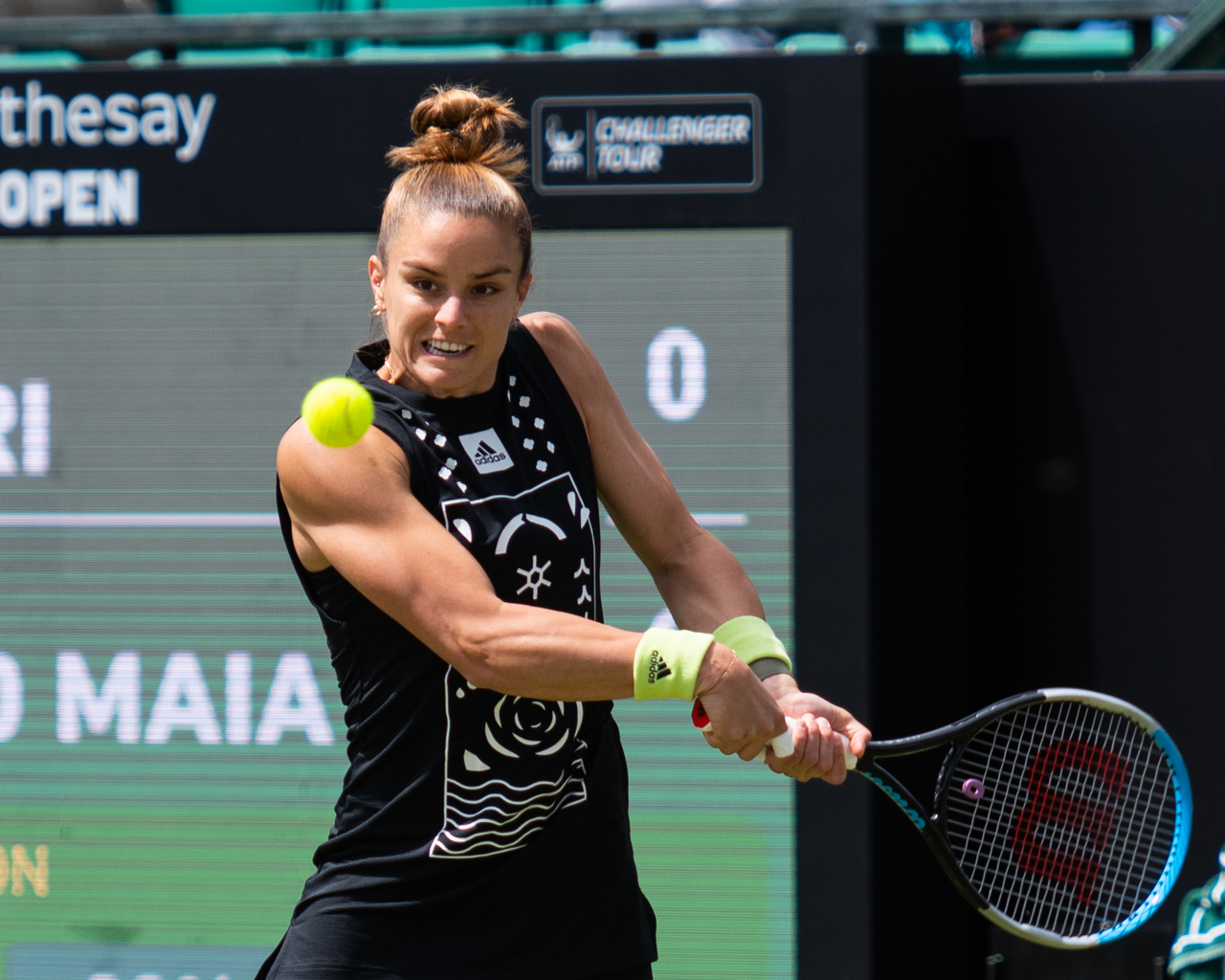
Maria Sakkari au tournoi de Nottingham

Elle dispute le tournoi de Nottingham sur gazon en juin et s'incline en quarts de finale contre la Brésilienne Beatriz Haddad Maia, future vainqueure du tournoi. Elle atteint ensuite les demi-finales du tournoi de Berlin, en éliminant Léolia Jeanjean, Daria Saville, puis la récente demi-finaliste de Roland Garros, Daria Kasatkina (6-0, 6-3). Elle s'incline ensuite pour la première fois contre la Suisse Belinda Bencic en trois sets (7-6, 4-6, 4-6), finaliste en 2021. Elle est éliminée quelques jours plus tard au premier tour du tournoi d'Eastbourne par l'Ukrainienne Anhelina Kalinina (6-3, 5-7, 4-6).
Elle atteint début juillet le troisième tour de Wimbledon après avoir écarté Zoe Hives, une qualifiée (6-1, 6-4) puis Viktoriya Tomova (6-4, 6-3), 112ème joueuse mondiale. Elle ne parvient pas à rallier la deuxième semaine, étant battue par Tatjana Maria (3-6, 5-7), 103ème mondiale qui réalise sa meilleure prestation en Grand Chelem.
Elle enchaîne durant deux mois une série de mauvais résultats avec deux victoires en quatre tournois, battue d'entrée à San Jose (contre Shelby Rogers), Cincinnati (contre la future vainqueur Caroline Garcia) et battue au deuxième tour à Toronto (contre la Tchèque Karolína Plíšková) et à l'US Open (contre la Chinoise Wang Xiyu). Elle renoue avec le goût de la victoire à Parme fin septembre, en battant successivement la qualifiée Kateryna Baindl, Arantxa Rus, Maryna Zanevska et Danka Kovinić pour se hisser en finale pour la troisième fois de l'année. Elle est cependant battue par l'Egyptienne Mayar Sherif (5-7, 3-6).
Elle retombe dans ses travers à Ostrava (alors qu'elle avait été finaliste l'année dernière) et à San Diego en perdant au premier tour.
Fin octobre, elle bat lors du WTA 1000 de Guadalajara Marta Kostyuk (6-4, 6-4), l'Américaine Danielle Collins (5-7, 6-3, 6-3), la Russe Veronika Kudermetova (6-1, 5-7, 6-4), et la Tchèque Marie Bouzková (7-5, 6-4), ce qui lui permet de se qualifier pour le Masters  pour se qualifier en finale pour la deuxième fois de la saison dans cette catégorie. Elle affronte en finale l'Américaine Jessica Pegula pour la troisième fois de l'année et s'incline en deux sets (2-6, 3-6).
Une semaine plus tard, au Masters de fin d'année réunissant les meilleures joueuses, elle fait forte impression en s'imposant contre Aryna Sabalenka (6-2, 6-4), prend sa revanche contre Jessica Pegula (7-6, 7-6) puis bat la numéro deux mondiale et finaliste du dernier US Open, Ons Jabeur (6-2, 6-3). Elle se qualifie en demi-finale mais est sortie par la Française Caroline Garcia (2-6, 3-6).

### 2023: premier titre en WTA 1000 à Guadalajara
La Grecque commence directement sa saison par l'Open d'Australie, le premier Grand Chelem de l'année. Elle élimine d'abord la Chinoise Yuan Yue (6-1, 6-4) puis la qualifiée Diana Shnaider en trois sets (3-6, 7-5, 6-3). Elle est sortie par une autre Chinoise, Zhu Lin, 87ème mondiale (6-7, 6-1, 4-6). Tête de série numéro une à Linz mi-février, elle enchaîne plusieurs victoires contre l'Espagnole Nuria Párrizas Díaz (6-1, 7-6), la repêché Varvara Gracheva (6-4, 6-2) et la récente quart de finaliste de l'Open d'Australie Donna Vekić (6-3, 7-6). Elle est éliminée en demi-finale par une autre Croate, Petra Martić (6-3, 3-6, 4-6). Elle atteint le même stade à Doha dont elle est tenante du titre en écartant la révélation de la saison dernière Zheng Qinwen (6-2, 3-6, 6-3), la Russe Ekaterina Alexandrova (6-3, 6-2) et la Française Caroline Garcia, cinquième mondiale (6-2, 6-7, 7-6). Elle échoue néanmoins aux portes de la finale, battue par l'Américaine Jessica Pegula, quatrième au classement WTA (2-6, 6-4, 1-6).
La semaine suivante, elle est battue d'entrée à Dubaï par l'ex numéro une Karolína Plíšková (1-6, 2-6). Elle se ressaisit mi-mars à Indian Wells, tournoi dont elle était finaliste l'année dernière. Elle y renverse l'Américaine Shelby Rogers (2-6, 6-4, 6-0) et l'Ukrainienne Anhelina Kalinina (3-6, 6-2, 6-4) et se défait en trois sets des Tchèques Karolína Plíšková (6-4, 5-7, 6-3) et Petra Kvitová (4-6, 7-5, 6-1) pour rallier les demi-finale. Elle est battue à ce stade par la lauréate de l'Open d'Australie Aryna Sabalenka (2-6, 3-6). Tout comme l'année dernière, elle s'incline la semaine suivante d'entrée, cette fois-ci contre la Canadienne Bianca Andreescu (7-5, 3-6, 4-6) à Miami. Elle est défaite par la Tchèque Karolína Plíšková, ancienne numéro une à Stuttgart pour le début de sa saison sur ocre (2-6, 3-6).
Alignée à Madrid la semaine suivante, elle y bat la qualifiée Arantxa Rus (6-4, 6-4), les Espagnoles Rebeka Masarova (3-6, 6-3, 6-3) et Paula Badosa (6-4, 6-4), ancienne numéro deux mondiale pour jouer les quarts de finale du tournoi. Elle renverse la Roumaine Irina-Camelia Begu (6-7, 6-4, 6-2) pour accéder aux demi-finale de ce tournoi pour la première fois dans sa carrière. Elle y retrouve la Biélorusse Aryna Sabalenka, numéro deux mondiale qui la bat pour la deuxième fois de l'année (4-6, 1-6). Elle gagne un match mi-mai à Rome contre la Tchèque Barbora Strýcová (6-1, 6-3) mais perd contre une autre Tchèque, Markéta Vondroušová, ancienne finaliste de Roland Garros au tour suivant (5-7, 3-6). Elle affronte comme l'année passée la Tchèque Karolína Muchová à Roland Garros, et comme l'année précédente, se fait éliminer (6-7, 5-7) par celle qui sera finaliste du tournoi.
Pour le début de la tournée sur gazon, elle s'incline d'entrée à Nottingham contre la Française Alizé Cornet (6-1, 6-4). Elle retrouve la Française au premier tour de Berlin la semaine suivante mais s'impose cette fois-ci (6-4, 6-2) et enchaîne deux nouvelles victoires sur Aliaksandra Sasnovich (6-2, 6-1) et la Tchèque Markéta Vondroušová (7-6, 6-1) pour rallier les demi-finale. Elle s'incline à ce stade contre la Croate Donna Vekić (4-6, 6-7). Comme lors des précédents Grand Chelem, elle déçoit à Wimbledon en s'inclinant au premier tour, renversée par l'Ukrainienne Marta Kostyuk (6-0, 5-7, 2-6).
Elle rebondit début août à Washington en écartant Leylah Fernandez (7-5, 6-2), qualifiée, puis la locale Madison Keys (6-3, 6-3) ainsi qu'une autre américaine, la numéro quatre mondiale Jessica Pegula (6-3, 4-6, 6-2). Elle parvient en finale pour la première fois de l'année mais s'incline à ce stade pour la sixième fois sur ses six dernières finales contre une troisième Américaine, la jeune Coco Gauff (2-6, 3-6). Elle est éliminée une semaine plus tard dès le premier tour de l'Open du Canada d'entrée de jeu par Danielle Collins (4-6, 2-6) puis en huitièmes de finale de Cincinnati de nouveau par Karolína Muchová (3-6, 6-2, 3-6) après avoir renversé la Roumaine Sorana Cîrstea (2-6, 6-3, 7-5).
Comme à Roland Garros et Wimbledon, elle sort à l'US Open au premier tour contre l'Espagnole Rebeka Masarova (4-6, 4-6). C'est la première fois depuis sept ans qu'elle échoue d'entrée à New York.Elle profite d'un abandon deux semaines plus tard à San Diego contre Camila Osorio (6-3, 2-2 ab.) mais perd le match suivant contre la qualifiée locale Emma Navarro (4-6, 6-0, 6-7). Finaliste l'année passée à Guadalajara, elle fait de nouveau un bon parcours dans le WTA 1000 en éliminant coup sur coup Storm Sanders (6-2, 6-4), l'Italienne Camila Giorgi (6-2, 6-2), la Colombienne, surprise des quarts de finale Emiliana Arango, 120e joueuse mondiale (6-3, 6-4) puis la Française Caroline Garcia en demi-finale à qui elle ne laisse que trois jeux (6-3, 6-0). Elle dispute alors sa troisième finale en WTA 1000, la deuxième ici-même et affronte pour le titre la néophyte et surprise du tournoi Caroline Dolehide, 111e mondiale qu'elle bat (7-5, 6-3). Elle s'offre ainsi son premier titre depuis 2019 et six finales perdues, ainsi que son premier WTA 1000 en carrière.
Elle enchaîne avec le tournoi de Tokyo où elle élimine sans soucis la locale qualifiée Misaki Doi (6-3, 6-1) et de  nouveau Caroline Garcia (6-2, 6-2) pour arriver en demi-finale. Elle y affronte pour la première fois de sa carrière l'Américaine Jessica Pegula, numéro quatre mondiale et s'incline (2-6, 3-6).
Elle gagne la semaine suivante son premier match à Pékin contre la jeune Linda Fruhvirtová (6-4, 6-2) et perd un set au tour suivant face à la locale Wang Xinyu (6-4, 2-6, 6-3). Arrivée en quarts de finale, elle affronte pour la première fois la jeune Américaine Coco Gauff, numéro trois mondiale et récente vainqueur de l'US Open. Elle s'incline (2-6, 4-6) et voit la qualification pour le Masters de fin d'année s'envoler avec cette défaite. Elle perd au premier tour de Zhengzhou la semaine suivante contre la jeune locale Zheng Qinwen (6-7, 3-6).
Neuvième mondiale, elle profite du forfait de Karolína Muchová pour disputer le Masters de fin d'année pour la troisième saison consécutive. Elle se prend néanmoins une rouste contre la numéro une Aryna Sabalenka (0-6, 1-6), puis s'incline contre la Kazakh Elena Rybakina (0-6, 7-6, 6-7) ce qui l'élimine. Elle conclut son année par une troisième défaite contre l'Américaine Jessica Pegula, cinquième mondiale (3-6, 2-6).

### 2024: nouvelle finale à Indian Wells mais sortie du Top 10
La Grecque commence l'année en Australie pour disputer le premier Grand Chelem de la saison. Elle bat la Japonaise Nao Hibino (6-4, 6-1) mais perd au second tour contre la Russe Elina Avanesyan (4-6, 4-6) qui bat à l'occasion sa première Top 10 en carrière alors qu'elle est tête de série numéro huit du tournoi. Elle reprend le circuit début février mais son retour est compliqué dans la péninsule arabique avec une première défaite à Abou Dhabi où elle n'inscrit que trois jeux contre Sorana Cîrstea (2-6, 1-6) puis une seconde à Doha contre la jeune Tchèque Linda Nosková, quart de finaliste à l'Open d'Australie en début d'année (6-3, 6-7, 5-7), malgré une balle de match dans le deuxième set. On apprend alors qu'elle se sépare de son entraîneur Tom Hill, qui l'accompagne depuis six ans. Elle remporte un match à Dubaï contre l'Américaine Emma Navarro (6-2, 6-4), demi-finaliste à l'US Open cette année-là, mais s'incline dès le tour suivant devant l'Italienne Jasmine Paolini (4-6, 2-6), futur finaliste des tournois de Roland Garros et Wimbledon.
Début mars, à Indian Wells, son nouvel entraîneur David Witt entre en fonction. Elle confirme sa bonne forme au tournoi californien, renversant d'abord la Russe Diana Shnaider (5-7, 6-4, 6-0) qui joue sa première saison pleine sur le circuit puis sortant l'ancienne numéro quatre mondiale Caroline Garcia (6-3, 6-4) ainsi qu'une deuxième Française en la personne de la jeune Diane Parry (6-2, 3-6, 6-3), novice à ce stade de la compétition en WTA 1000. Elle renverse et bat de nouveau en quarts de finale Emma Navarro (5-7, 6-2, 6-4), tombeuse de la numéro deux Aryna Sabalenka qui a gagné en début d'année son second Open d'Australie. Opposée à la numéro trois mondiale en demi-finale, la jeune locale Coco Gauff, vainqueur du dernier US Open, elle remporte son match (6-4, 6-7, 6-2), sa seule victoire contre une joueuse du Top 10 de la saison et accède ainsi à une deuxième finale à Indian Wells. Comme il y a deux ans, elle rencontre la numéro une Iga Świątek qui enchaîne huit jeux consécutifs pour éteindre la joueuse Grecque (4-6, 0-6). Elle poursuit sur sa lancée avec un beau tournoi à Miami où elle ne laisse que quatre jeux à la Chinoise Yuan Yue (6-2, 6-2), quart de finaliste d'Indian Wells, et sort l'Ukrainienne Dayana Yastremska (7-5, 6-4), demi-finaliste en début d'année à l'Open d'Australie. Elle profite du forfait en huitièmes de finale de la Russe Anna Kalinskaya, finaliste du premier WTA 1000 de Dubaï et offre une belle résistance contre la numéro quatre mondiale Elena Rybakina en quart de finale (5-7, 7-6, 4-6).

Préparant la saison sur terre battue, elle s'envole pour Charleston et assume son statut de tête de série numéro trois en sortant en deux manches Viktoriya Tomova (6-3, 6-3), la repêchée Australienne Astra Sharma (6-4, 6-1) et la Russe Veronika Kudermetova (6-2, 6-4). Elle rencontre l'Américaine Danielle Collins qui est dans une forme éblouissante, alors qu'elle vient de gagner le plus beau titre de sa carrière à Miami. Elle subit la loi de son adversaire en demi-finale, qui remporte alors son douzième match de suite (3-6, 3-6). Elle ne joue pas le tournoi de Stuttgart qui augure la tournée sur ocre européenne mais redémarre sa saison à Madrid où elle défend les points de sa demi-finale de l'année passée. Après deux premiers tours faciles contre la Croate Donna Vekić (6-3, 6-2) et l'ancienne finaliste de Roland Garros, Sloane Stephens (6-1, 6-3), titrée à Rouen quelques jours plus tôt, elle est défaite pour la quatrième fois en carrière en autant de confrontations par la Brésilienne Beatriz Haddad Maia, demi-finaliste à Roland Garros la saison dernière (4-6, 4-6). Elle atteint le même stade à Rome où elle ne laisse que quatre jeux à la qualifiée Française Varvara Gracheva (6-2, 6-2) et connaît quelques difficultés avant de dérouler contre l'Ukrainienne Anhelina Kalinina (7-5, 6-0), finaliste l'année passée. Elle est éliminée par l'ancienne numéro une Victoria Azarenka en deux manches (4-6, 1-6).

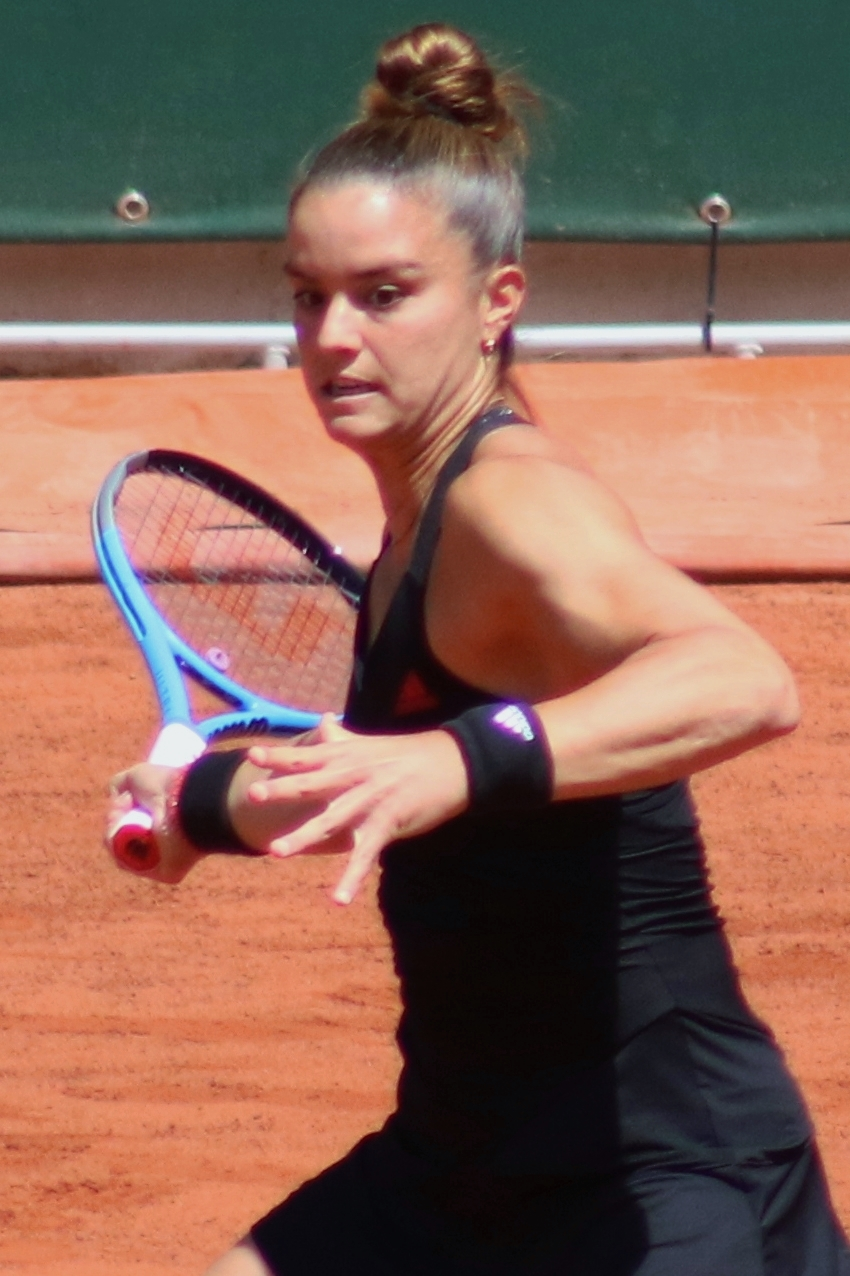
Maria Sakkari lors de Roland Garros

Lors de l'édition 2024 à Roland-Garros, Maria Sakkari est éliminée comme l'année passée dès le 1er tour contre la Française Varvara Gracheva (6-3, 4-6, 3-6), qui obtient ainsi sa première victoire sur une Top 10 sur ocre. Elle subit de nouvelles défaites consécutives à Berlin de nouveau contre Victoria Azarenka qu'elle n'a jamais battu (4-6, 2-6) et à Bad Hombourg, sortie de justesse par la repêchée Allemande Jule Niemeier (6-2, 2-6, 6-7), déjà tombeuse de la double finaliste de Wimbledon Ons Jabeur la semaine précédente à Berlin. Elle égale cependant sa meilleure performance sur le Majeur de Wimbledon où elle parvient au troisième tour grâce à des victoires sur la qualifiée McCartney Kessler (6-3, 6-1) qui dispute pour la première fois le tournoi et la Néerlandaise Arantxa Rus (7-5, 6-3). Elle sort contre une des outsiders du tournoi, la Britannique Emma Raducanu, ancienne vainqueur de l'US Open (2-6, 3-6) et invitée par les organisateurs.
Elle s'impose très facilement sur les deux premiers tours des Jeux Olympiques de Paris, contre la Monténégrine Danka Kovinić (6-0, 6-1) et la Chinoise Yuan Yue (6-2, 6-1) avant d'être renversée de justesse par l'Ukrainienne Marta Kostyuk (6-4, 6-7, 4-6), passant à deux points du match. Elle revient à l'occasion de l'US Open mais doit abandonner après un set de jeu contre la Chinoise Wang Yafan (2-6 ab.), ce qui constitue son dernier match de la saison. Elle annonce en octobre qu'elle ne rejoue pas avant 2025.

### 2025: déception à l'Open d'Australie
María Sákkari est éliminée dès le 1er tour de l'Open d'Australie par Camila Osorio, 59e mondiale.
2025 : déception à Roland Garros
Maria Sákari est éliminée dès le 1er tour par Elsa Jacquemot en 3 sets.

## Palmarès

### Titres en simple dames
| No | Date       | Nom et lieu du tournoi                             | Catégorie | Dotation    | Surface      | Finaliste         | Score         |          |
| -- | ---------- | -------------------------------------------------- | --------- | ----------- | ------------ | ----------------- | ------------- | -------- |
| 1  | 29-04-2019 | Grand Prix de SAR La Princesse Lalla Meryem, Rabat | Intern'l  | 226 750 $   | Terre (ext.) | Johanna Konta     | 2-6, 6-4, 6-1 | Parcours |
| 2  | 17-09-2023 | Guadalajara Open Akron, Guadalajara                | WTA 1000  | 2 788 468 $ | Dur (ext.)   | Caroline Dolehide | 7-5, 6-3      | Parcours |

### Finales en simple dames
| No | Date       | Nom et lieu du tournoi                          | Catégorie | Dotation    | Surface      | Vainqueure         | Score          |          |
| -- | ---------- | ----------------------------------------------- | --------- | ----------- | ------------ | ------------------ | -------------- | -------- |
| 1  | 30-07-2018 | Silicon Valley Classic, San José                | Premier   | 733 900 $   | Dur (ext.)   | Mihaela Buzărnescu | 6-1, 6-0       | Parcours |
| 2  | 20-09-2021 | J&T Banka Ostrava Open, Ostrava                 | WTA 500   | 565 530 $   | Dur (int.)   | Anett Kontaveit    | 6-2, 7-5       | Parcours |
| 3  | 07-02-2022 | St. Petersburg Ladies Trophy, Saint-Pétersbourg | WTA 500   | 703 580 $   | Dur (int.)   | Anett Kontaveit    | 5-7, 7-64, 7-5 | Parcours |
| 4  | 09-03-2022 | BNP Paribas Open, Indian Wells                  | WTA 1000  | 8 584 055 $ | Dur (ext.)   | Iga Świątek        | 6-4, 6-1       | Parcours |
| 5  | 26-09-2022 | Parma Ladies Open, Parme                        | WTA 250   | 251 750 $   | Terre (ext.) | Mayar Sherif       | 7-5, 6-3       | Parcours |
| 6  | 17-10-2022 | Guadalajara Open Akron, Guadalajara             | WTA 1000  | 2 527 250 $ | Dur (ext.)   | Jessica Pegula     | 6-2, 6-3       | Parcours |
| 7  | 31-07-2023 | Mubadala Citi DC Open, Washington               | WTA 500   | 780 637 $   | Dur (ext.)   | Coco Gauff         | 6-2, 6-3       | Parcours |
| 8  | 06-03-2024 | BNP Paribas Open, Indian Wells                  | WTA 1000  | 8 584 055 $ | Dur (ext.)   | Iga Świątek        | 6-4, 6-0       | Parcours |

## Parcours en Grand Chelem
María Sákkari réalise son meilleur parcours dans les tournois du Grand Chelem en atteignant les demi-finales de Roland-Garros et de l'US Open, toutes les deux en 2021.

### En simple dames
| Année | Open d'Australie | Open d'Australie    | Internationaux de France | Internationaux de France | Wimbledon       | Wimbledon       | US Open         | US Open         |
| ----- | ---------------- | ------------------- | ------------------------ | ------------------------ | --------------- | --------------- | --------------- | --------------- |
| 2015  | —                | —                   | —                        | —                        | —               | —               | 1er tour (1/64) | Wang Qiang      |
| 2016  | 2e tour (1/32)   | Carla Suárez        | Q1                       | Grace Min                | 2e tour (1/32)  | Venus Williams  | 1er tour (1/64) | Duan Ying-Ying  |
| 2017  | 3e tour (1/16)   | Mirjana Lučić       | 1er tour (1/64)          | Carla Suárez             | 3e tour (1/16)  | Johanna Konta   | 3e tour (1/16)  | Venus Williams  |
| 2018  | 1er tour (1/64)  | Kateřina Siniaková  | 3e tour (1/16)           | Daria Kasatkina          | 1er tour (1/64) | Sofia Kenin     | 2e tour (1/32)  | Sofia Kenin     |
| 2019  | 3e tour (1/16)   | Ashleigh Barty      | 2e tour (1/32)           | Kateřina Siniaková       | 3e tour (1/16)  | Elina Svitolina | 3e tour (1/16)  | Ashleigh Barty  |
| 2020  | 1/8 de finale    | Petra Kvitová       | 3e tour (1/16)           | Martina Trevisan         | Annulé          | Annulé          | 1/8 de finale   | Serena Williams |
| 2021  | 1er tour (1/64)  | Kristina Mladenovic | 1/2 finale               | Barbora Krejčíková       | 2e tour (1/32)  | Shelby Rogers   | 1/2 finale      | Emma Raducanu   |
| 2022  | 1/8 de finale    | Jessica Pegula      | 2e tour (1/32)           | Karolína Muchová         | 3e tour (1/16)  | Tatjana Maria   | 2e tour (1/32)  | Wang Xiyu       |
| 2023  | 3e tour (1/16)   | Zhu Lin             | 1er tour (1/64)          | Karolína Muchová         | 1er tour (1/64) | Marta Kostyuk   | 1er tour (1/64) | Rebeka Masarova |
| 2024  | 2e tour (1/32)   | Elina Avanesyan     | 1er tour (1/64)          | Varvara Gracheva         | 3e tour (1/16)  | Emma Raducanu   | 1er tour (1/64) | Wang Yafan      |
| 2025  | 1er tour (1/64)  | Camila Osorio       | 1er tour (1/64)          | Elsa Jacquemot           | 2e tour (1/32)  | Elena Rybakina  |                 |                 |

N.B. : à droite du résultat se trouve le nom de l'ultime adversaire.

### En double dames
| Année | Open d'Australie                                                                          | Open d'Australie | Internationaux de France                                                       | Internationaux de France                                                            | Wimbledon                                                                                  | Wimbledon | US Open | US Open |
| ----- | ----------------------------------------------------------------------------------------- | ---------------- | ------------------------------------------------------------------------------ | ----------------------------------------------------------------------------------- | ------------------------------------------------------------------------------------------ | --------- | ------- | ------- |
| 2018  | —                                                                                         | —                | 1er tour (1/32) P. Martić \|\| style="text-align:left;" \| I.-C. Begu W. Qiang | 1er tour (1/32) D. Vekić \|\| style="text-align:left;" \| H. Xinyun L. Khumkum      | —                                                                                          | —         |         |         |
| 2019  | 1er tour (1/32) P. Parmentier \|\| style="text-align:left;" \| J. Xinyu W. Qiang          | —                | —                                                                              | 2e tour (1/16) A. Tomljanović \|\| style="text-align:left;" \| A. Blinkova W. Yafan | 2e tour (1/16) A. Tomljanović \|\| style="text-align:left;" \| A.-L. Friedsam L. Siegemund |           |         |         |
| 2020  | 1er tour (1/32) A. Tomljanović \|\| style="text-align:left;" \| G. Dabrowski J. Ostapenko | —                | —                                                                              | Annulé                                                                              | Annulé                                                                                     | —         | —       |         |

N.B. : le nom de la partenaire se trouve sous le résultat ; les noms des ultimes adversaires se trouvent à droite.

## Parcours en «Premier» et WTA 1000
Les tournois WTA « Premier Mandatory » et « Premier 5 » (entre 2009 et 2020) et WTA 1000 (à partir de 2021) constituent les catégories d'épreuves les plus prestigieuses, après les quatre levées du Grand Chelem. 

De 2009 à 2023, les tournois Premier Mandatory (dits tournois WTA 1000 obligatoires entre 2021 et 2023) regroupent Indian Wells, Miami, Madrid et Pékin, les autres constituant les tournois Premier 5 (tournois WTA 1000 non-obligatoires). À partir de 2024, le nombre de tournois WTA 1000 passe à 10 par saison (fin de l’alternance Doha / Dubaï), ces derniers devenant tous obligatoires et offrant tous 1000 points à la vainqueure (contre 900 points précédemment pour les tournois Premier 5).

### En simple dames
| Année |       |                            |                               |                           |                             |                              |                               |                              |                             |                          |  |                         |
| Doha  | Dubaï | Indian Wells               | Miami                         | Madrid                    | Rome                        | Canada                       | Cincinnati                    | Pékin                        |                             | Wuhan                    |  |                         |
| Doha  | Dubaï | Indian Wells               | Miami                         | Madrid                    | Rome                        | Canada                       | Cincinnati                    | Pékin                        | Guadalajara                 |                          |  |                         |
| Doha  | Dubaï | Indian Wells               | Miami                         | Madrid                    | Rome                        | Canada                       | Cincinnati                    | Pékin                        |                             |                          |  |                         |
| 2016  |       |                            | WTA 500                       |                           | 1er tour (1/64) I.-C. Begu  |                              |                               |                              |                             |                          |  |                         |
| 2017  |       | WTA 500                    |                               |                           |                             |                              |                               |                              |                             |                          |  | 1/2 finale C. Garcia    |
| 2018  |       | 1er tour (1/32) S. Cîrstea | WTA 500                       | 4e tour (1/8) N. Osaka    | 3e tour (1/16) M. Puig      | 1er tour (1/32) K. Bertens   | 3e tour (1/8) A. Kerber       | 1er tour (1/32) D. Kasatkina | 2e tour (1/16) A. Kontaveit | 1er tour (1/32) D. Vekić |  | 1er tour (1/32) Wang Q. |
| 2019  |       | WTA 500                    |                               | 1er tour (1/64) C. McHale | 2e tour (1/32) P. Kvitová   | 1er tour (1/32) C. Suárez    | 1/2 finale Ka. Plíšková       |                              | 1/4 de finale A. Barty      |                          |  |                         |
| 2020  |       | 3e tour (1/8) A. Sabalenka | WTA 500                       | Annulé                    | Annulé                      | Annulé                       |                               | Annulé                       | 1/4 de finale J. Konta      | Annulé                   |  | Annulé                  |
| 2021  |       | WTA 500                    | 1er tour (1/32) B. Krejčíková | 2e tour (1/32) V. Golubic | 1/2 finale B. Andreescu     | 3e tour (1/8) K. Muchová     | 2e tour (1/16) C. Gauff       | 3e tour (1/8) V. Azarenka    | 1er tour (1/32) A. Kerber   | Annulé                   |  | Annulé                  |
| 2022  |       | 1/2 finale I. Świątek      | WTA 500                       | Finale I. Świątek         | 2e tour (1/32) B. Haddad    | 2e tour (1/16) D. Kasatkina  | 1/4 de finale O. Jabeur       | 3e tour (1/8) Ka. Plíšková   | 2e tour (1/16) C. Garcia    | Hors calendrier          |  | Finale J. Pegula        |
| 2023  |       | WTA 500                    | 2e tour (1/16) Ka. Plíšková   | 1/2 finale A. Sabalenka   | 2e tour (1/32) B. Andreescu | 1/2 finale A. Sabalenka      | 3e tour (1/16) M. Vondroušová | 2e tour (1/16) D. Collins    | 3e tour (1/8) K. Muchová    |                          |  | Victoire C. Dolehide    |
| 2024  |       | 2e tour (1/16) L. Nosková  | 3e tour (1/8) J. Paolini      | Finale I. Świątek         | 1/4 de finale E. Rybakina   | 4e tour (1/8) B. Haddad Maia | 4e tour (1/8) V. Azarenka     |                              |                             |                          |  |                         |
| 2025  |       | 2e tour (1/16) I. Świątek  | 1er tour (1/32) E. Raducanu   | 3e tour (1/16) C. Gauff   | 3e tour (1/16) C. Gauff     | 4e tour (1/8) E. Svitolina   | 2e tour (1/32) M. Linette     | 2e tour (1/32) J. Pegula     | 2e tour (1/32) J. Paolini   |                          |  |                         |

Sous le résultat, l’ultime adversaire.
1. 1 2   Les tournois de Doha et Dubaï alternent le statut de tournoi WTA 1000 (ex Premier 5) entre 2009 et 2023 : les trois premières éditions ont lieu à Dubaï, les trois suivantes à Doha, puis Dubaï accueille le tournoi de cette catégorie les années impaires et Dubaï les années paires. De 2011 à 2023, la ville qui n’accueille pas de WTA 1000 organise à la place un tournoi WTA 500 (ex Premier).
2. 1 2 3 4 5 6 7   L’ordre de déroulement des tournois a évolué depuis 2009 : Rome se dispute avant Madrid et Cincinnati avant Montréal/Toronto jusqu’en 2010, tandis que Tokyo (2009-2013)-Wuhan (2014-2019, 2024-)-Guadalajara (2022-2023) ont lieu avant Pékin jusqu’en 2023.
3. 1 2 3 4 5 6 7 8  Du fait de la pandémie de Covid-19, les tournois d’Indian Wells, de Miami, de Madrid, du Canada, de Wuhan et de Pékin sont annulés en 2020. Ces deux derniers le sont également en 2021. Pour des raisons d’organisation, le tournoi de Cincinnati 2020 a exceptionnellement lieu à Flushing Meadows à New York.
4. ↑  Le 1er décembre 2021, le président de la WTA, Steve Simon, annonce que tous les tournois prévus en Chine et à Hong Kong sont suspendus à partir de 2022, en raison de préoccupations concernant la sécurité et le bien-être de la joueuse de tennis chinoise Peng Shuai après ses allégations de relations sexuelles non-consenties avec Zhang Gaoli, membre de haut rang du Parti communiste chinois. Le tournoi de Pékin revient en 2023. Le tournoi de Guadalajara remplace celui de Wuhan pendant deux ans, ce dernier réapparaissant en 2024.

## Parcours au Masters

### En simple dames
| # | Date       | Nom de l’édition       | ($)       | Surface    | Résultat              | Ultime adversaire | Score           |          |
| - | ---------- | ---------------------- | --------- | ---------- | --------------------- | ----------------- | --------------- | -------- |
| 1 | 10/11/2021 | WTA Finals Guadalajara | 5 000 000 | Dur (ext.) | 1/2 finale            | Anett Kontaveit   | 1-6, 6-3, 3-6   | Parcours |
| 2 | 31/10/2022 | WTA Finals Fort Worth  | 5 000 000 | Dur (int.) | 1/2 finale            | Caroline Garcia   | 6-3, 6-2        | Parcours |
| 3 | 29/10/2023 | WTA Finals Cancún      | 9 000 000 | Dur (ext.) | Round Robin (défaite) | Aryna Sabalenka   | 0-6, 1-6        | Parcours |
| 3 | 29/10/2023 | WTA Finals Cancún      | 9 000 000 | Dur (ext.) | Round Robin (défaite) | Elena Rybakina    | 0-6, 7-64, 62-7 | Parcours |
| 3 | 29/10/2023 | WTA Finals Cancún      | 9 000 000 | Dur (ext.) | Round Robin (défaite) | Jessica Pegula    | 3-6, 2-6        | Parcours |

## Parcours aux Jeux olympiques

### En simple dames
| # | Date       | Nom de l'olympiade         | Surface             | Résultat      | Ultime adversaire | Score          |          |
| - | ---------- | -------------------------- | ------------------- | ------------- | ----------------- | -------------- | -------- |
| 1 | 31/07/2021 | Olympic Tennis Event Tokyo | Dur (ext.)          | 1/8 de finale | Elina Svitolina   | 5-7, 6-3, 6-4  | Parcours |
| 2 | 27/07/2024 | Olympic Tennis Event Paris | Terre battue (ext.) | 1/8 de finale | Marta Kostyuk     | 4-6, 7-65, 6-4 | Parcours |

### En double dames
| # | Date       | Nom de l'olympiade         | Surface             | Résultat        | Partenaire          | Ultimes adversaires               | Score    |          |
| - | ---------- | -------------------------- | ------------------- | --------------- | ------------------- | --------------------------------- | -------- | -------- |
| 1 | 27/07/2024 | Olympic Tennis Event Paris | Terre battue (ext.) | 1er tour (1/16) | Déspina Papamichaíl | Danielle Collins Desirae Krawczyk | 6-1, 6-3 | Parcours |

### En double mixte
| # | Date       | Nom de l'olympiade         | Surface             | Résultat       | Partenaire         | Ultimes adversaires         | Score            |          |
| - | ---------- | -------------------------- | ------------------- | -------------- | ------------------ | --------------------------- | ---------------- | -------- |
| 1 | 31/07/2021 | Olympic Tennis Event Tokyo | Dur (ext.)          | 1/4 de finale  | Stéfanos Tsitsipás | Ashleigh Barty John Peers   | 6-4, 4-6, [10-6] | Parcours |
| 2 | 27/07/2024 | Olympic Tennis Event Paris | Terre battue (ext.) | 1er tour (1/8) | Stéfanos Tsitsipás | Demi Schuurs Wesley Koolhof | 6-4, 7-63        | Parcours |

## Records et statistiques

### Confrontations avec ses principales adversaires
Confrontations lors des différents tournois WTA avec ses principales adversaires (5 confrontations minimum et avoir été membre du top 10). Classement par pourcentage de victoires. Situation au 31 juillet 2025 :
| Joueuse              | Meilleur classement | Confrontations | Victoires | Défaites | Pourcentage de victoires | Dernière confrontation                           |
| -------------------- | ------------------- | -------------- | --------- | -------- | ------------------------ | ------------------------------------------------ |
| Elena Rybakina       | 3                   | 6              | 1         | 5        | 16,7                     | défaite (3-6, 1-6) à Wimbledon 2025              |
| Ashleigh Barty       | 1                   | 5              | 1         | 4        | 20                       | défaite (5-7, 3-6) à l'US Open 2019              |
| Daria Kasatkina      | 8                   | 5              | 1         | 4        | 20                       | victoire (6-0, 6-3) à Berlin 2022                |
| Aryna Sabalenka      | 1                   | 10             | 3         | 7        | 30                       | défaite (0-6, 1-6) au Masters 2023               |
| Naomi Osaka          | 1                   | 5              | 2         | 3        | 40                       | victoire (6-0, 6-4) à Miami 2021                 |
| Elina Svitolina      | 3                   | 5              | 2         | 3        | 40                       | défaite (3-6, 4-6) à Madrid 2025                 |
| Jessica Pegula       | 3                   | 12             | 5         | 7        | 41,7                     | défaite (5-7, 4-6) à l'Open du Canada 2025       |
| Karolína Plíšková    | 1                   | 7              | 3         | 4        | 42,9                     | défaite (2-6, 3-6) à Stuttgart 2023              |
| Iga Świątek          | 1                   | 7              | 3         | 4        | 42,9                     | défaite (3-6, 2-6) à Doha 2025                   |
| Anett Kontaveit      | 2                   | 13             | 6         | 7        | 46                       | défaite (7-5, 6-7, 5-7) à Saint-Pétersbourg 2022 |
| Kiki Bertens         | 4                   | 6              | 3         | 3        | 50                       | victoire (7-68, 6-3) à Charleston 2019           |
| Coco Gauff           | 2                   | 10             | 5         | 5        | 50                       | défaite (2-6, 4-6) à Miami 2025                  |
| Caroline Garcia      | 4                   | 7              | 4         | 3        | 57,1                     | victoire (6-3, 6-4) à Indian Wells 2024          |
| Petra Kvitová        | 2                   | 8              | 5         | 3        | 62,5                     | victoire (4-6, 7-5, 6-1) à Indian Wells 2023     |
| Veronika Kudermetova | 8                   | 5              | 4         | 1        | 80                       | victoire (6-2, 6-4) à Charleston 2024            |

### Victoires sur le top 10
Toutes ses victoires sur des joueuses classées dans le top 10 de la WTA lors de la rencontre.
| Légende            |
| Grand Chelem       |
| Jeux olympiques    |
| Masters            |
| Premier / WTA 1000 |
| Elite Trophy       |
| WTA 500            |
| Intern'l / WTA 250 |
| Fed Cup            |

| #  |       |  | Tournoi           | Année | Surface      |                   | Adversaire         | Rang  | Tour            | Score             | Tableau |
| -- | ----- |  | ----------------- | ----- | ------------ | ----------------- | ------------------ | ----- | --------------- | ----------------- | ------- |
| 1  | no 80 |  | Wuhan             | 2017  | Dur          |                   | Caroline Wozniacki | no 6  | 1/16            | 7-5, 6-3          | Tableau |
| 2  | no 42 |  | Rome              | 2018  | Terre battue |                   | Karolína Plíšková  | no 5  | 1/16            | 3-6, 6-3, 7-5     | Tableau |
| 3  | no 50 |  | Charleston        | 2019  | Terre battue |                   | Kiki Bertens       | no 6  | 1/8             | 7-68, 6-3         | Tableau |
| 4  | no 39 |  | Rome              | 2019  | Terre battue |                   | Petra Kvitová      | no 5  | 1/8             | 7-5, 5-7, 4-0 ab. | Tableau |
| 5  | no 30 |  | San José          | 2019  | Dur          |                   | Elina Svitolina    | no 7  | 1/4             | 1-6, 7-63, 6-3    | Tableau |
| 6  | no 33 |  | Cincinnati        | 2019  | Dur          |                   | Petra Kvitová      | no 6  | 1/16            | 6-4, 2-6, 6-3     | Tableau |
| 7  | no 33 |  | Cincinnati        | 2019  | Dur          | Aryna Sabalenka   | no 9               | 1/8   | 64-7, 6-4, 6-4  |                   | Tableau |
| 8  | no 21 |  | Saint-Pétersbourg | 2020  | Dur (int.)   |                   | Belinda Bencic     | no 5  | 1/4             | 2-6, 6-4, 6-3     | Tableau |
| 9  | no 21 |  | Cincinnati        | 2020  | Dur          |                   | Serena Williams    | no 9  | 1/8             | 5-7, 7-65, 6-1    | Tableau |
| 10 | no 24 |  | Ostrava           | 2020  | Dur (int.)   |                   | Elina Svitolina    | no 5  | 1/8             | 6-3, 6-3          | Tableau |
| 11 | no 22 |  | Abou Dabi         | 2021  | Dur          |                   | Sofia Kenin        | no 4  | 1/4             | 2-6, 6-2, 6-0     | Tableau |
| 12 | no 25 |  | Miami             | 2021  | Dur          |                   | Naomi Osaka        | no 5  | 1/4             | 6-0, 6-4          | Tableau |
| 13 | no 22 |  | Roland Garros     | 2021  | Terre Battue |                   | Sofia Kenin        | no 4  | 1/8             | 6-1, 6-3          | Tableau |
| 14 | no 22 |  | Roland Garros     | 2021  | Terre Battue | Iga Świątek       | no 9               | 1/4   | 6-4, 6-4        |                   | Tableau |
| 15 | no 18 |  | US Open           | 2021  | Dur          |                   | Bianca Andreescu   | no 7  | 1/8             | 62-7, 7-66, 6-3   | Tableau |
| 16 | no 18 |  | US Open           | 2021  | Dur          | Karolína Plíšková | no 4               | 1/4   | 6-4, 6-4        |                   | Tableau |
| 17 | no 12 |  | Ostrava           | 2021  | Dur (int.)   |                   | Iga Świątek        | no 6  | 1/2             | 6-4, 7-5          | Tableau |
| 18 | no 6  |  | Masters           | 2021  | Dur          |                   | Iga Świątek        | no 9  | RR              | 6-2, 6-4          | Tableau |
| 19 | no 6  |  | Masters           | 2021  | Dur          | Aryna Sabalenka   | no 2               | RR    | 7-61, 66-7, 6-3 |                   | Tableau |
| 20 | no 6  |  | Indian Wells      | 2022  | Dur          |                   | Paula Badosa       | no 7  | 1/2             | 6-2, 4-6, 6-1     | Tableau |
| 21 | no 5  |  | Masters           | 2022  | Dur (int.)   |                   | Jessica Pegula     | no 3  | RR              | 7-66, 7-64        | Tableau |
| 22 | no 5  |  | Masters           | 2022  | Dur (int.)   | Aryna Sabalenka   | no 7               | RR    | 6-2, 6-4        |                   | Tableau |
| 23 | no 5  |  | Masters           | 2022  | Dur (int.)   | Ons Jabeur        | no 2               | RR    | 6-2, 6-3        |                   | Tableau |
| 24 | no 7  |  | Doha              | 2023  | Dur          |                   | Caroline Garcia    | no 5  | 1/4             | 6-2, 65-7, 7-65   | Tableau |
| 25 | no 9  |  | Washington        | 2023  | Dur          |                   | Jessica Pegula     | no 4  | 1/2             | 6-3, 4-6, 6-2     | Tableau |
| 26 | no 6  |  | Tokyo             | 2023  | Dur          |                   | Caroline Garcia    | no 10 | 1/4             | 6-2, 6-2          | Tableau |
| 27 | no 9  |  | Indian Wells      | 2024  | Dur          |                   | Coco Gauff         | no 3  | 1/2             | 6-4, 65-7, 6-2    | Tableau |
| 28 | no 82 |  | Madrid            | 2025  | Terre battue |                   | Jasmine Paolini    | no 6  | 1/16            | 6-2, 6-1          | Tableau |

## Classements WTA en fin de saison
| Année          | 2011 | 2012 | 2013 | 2014 | 2015 | 2016 | 2017 | 2018 | 2019 | 2020 | 2021 | 2022 | 2023 | 2024 |
| Rang en simple | 702  | 627  | 610  | 301  | 188  | 89   | 52   | 41   | 23   | 22   | 6    | 6    | 9    | 32   |
| Rang en double | –    | –    | 863  | 492  | 504  | 827  | 609  | 909  | 176  | 194  | 1069 | 497  | 1544 | –    |

Source : (en) Classements de María Sákkari sur le site officiel de la Fédération internationale de tennis